# Karim Khan Zand
Karim Khan Zand (persisk: کریم خان زند), (ca. 1705–1779) var en iransk hersker af kurdisk eller lur herkomst, som var grundlægger af Zand-dynastiet, som styrede Iran, Irak, Aserbajdsjan, Armenien, Georgia og dele af Tyrkiet og Rusland.[kilde mangler]
Karim Khan var en af Nader Shahs soldater. Efter Nader Shahs død i 1747 havnede Iran i en borgerkrig. Karim Khan, Abol-Fath Khan Bakhtiari og Ali Mardan Khan Bakhtiari indgik en aftale om at dele landet mellem sig og give tronen til Safavide prinsen Ismail III. Men samarbejdet endte, efter Ali Mardan Khan invaderede Isfahan og dræbte Abol-Fath Khan. Karim Khan dræbte derefter Ali Mardan Khan og erobrede hele Iran med undtagelse af Khorasan af respekt for Shahrokh Shah, som var Nader Shahs barnebarn. Karim Khan nægtede at tage titlen konge, og i stedet kaldte han sig for Vakil-e Ra'aya (folkets regent).
Under hans styre blev relationer med Storbritannien genoptaget: Han han tillod det britiske Ostindiske kompagni en handelsstation i det sydlige Iran. Han gjorde Shiraz til sin hovedstad og beordrede en arkitektonisk genoprustning. Efter hans død brød borgerkrigen ud igen, og ingen af hans efterkommere formåede at regere landet så effektivt som han, før Agha Mohammed Khan fra Qajar-dynastiet kom til magten.